# Солнечний (Березовський міський округ)
Со́лнечний (рос. Солнечный) — селище у складі Березовського міського округу Свердловської області.
Населення — 183 особи (2010, 188 у 2002).
Національний склад станом на 2002 рік: росіяни — 82 %.